# قائمة الهيئات المتخصصة في تقنية النانو
هذه قائمة بالهيئات والمنظمات المتخصصة في تقنية النانو.

## هيئات حكومية
1. المركز القومي لعلوم وتكنولوجيا النانو (الصين)
2. المعهد القومي لتقنية النانو بكندا NINT
3. المجمع الخاص للتقنیه النانو بإیران NINC
4. برنامج الاتحاد الأوروبي الإطاري السابع وخطة العمل بشأن علوم وتكنولوجيا النانو 2005-2009
5. شركة تقنية النانو الروسية نسخة محفوظة 7 فبراير 2014 على موقع واي باك مشين.
6. مركز تقنية النانو بتايلاند NANOTECH National Nanotechnology Center/>
7. المبادرة القومية لتقنية النانو (الولايات المتحدة)
8. تحالف تطبيق تقنية النانو في علاج السرطان،http://nano.cancer.gov/ المعهد الوطني للسرطان (الولايات المتحدة)
9. مبادرة خريطة طريق طب النانو التابعة للمعاهد الوطنية للصحة http://nihroadmap.nih.gov/nanomedicine/(الولايات المتحدة)
10. فريق تقنية النانو بمعهد المعايير الوطني الأمريكي (ANSI-NSP)
11. مبادرة نانوند NanoNed، هولندا http://www.nanoned.nl/nanoned.htm
12. مركز مصر للنانو تكنولوجي (مصر) https://egnc.cu.edu.eg/

## هيئات غير حكومية ومواقع بيانات
- الجمعية الدولية لتقنية النانو http://www.ianano.org/
- موقع نانوتك ناو، أخبار يومية ومعلومات عن حقل تقنية النانوhttp://www.nanotech-now.com/
- أخبار أبحاث تقنية النانوhttp://www.nanodaddy.com/ نسخة محفوظة 20 أبريل 2024 على موقع واي باك مشين.
- مركز تقنية النانو الحيوية والبيئية (CBEN) بجامعة رايس http://cben.rice.edu/ نسخة محفوظة 23 يناير 2010 على موقع واي باك مشين.
- معهد Foresight Nanotech Institute بكاليفورنيا http://www.foresight.org
- مركز تقنية النانو المسؤولة http://www.crnano.org/
- موقع إلكتروني عن تطبيقات النانو في الصناعة http://www.nanoindustries.com/ نسخة محفوظة 9 يونيو 2011 على موقع واي باك مشين.
- مشروع تقنيات النانو الناشئة Project On Emerging Nanotechnologies
- (Nanowerk بوابة تقنية النانو الشاملة نانو ورك